# André Lamoglia
André Lamoglia Agra Gomes (Rio de Janeiro, 4 d'agost de 1997) és un actor i model brasiler, que es va donar a conèixer al seu país per haver interpretat el personatge Rafael Smor en la sèrie Juacas, del canal Disney Channel Brasil. Lamoglia ha actuat en sèries i telenovel·les com Segredos de Justiça i Bia. Ha debutat al cinema, en la pel·lícula Eu sou mais eu, estrenada l'any 2019. El 2021 va fer el salt a Europa, formant part de la sèrie de televisió Élite.

## Biografia
André Lamoglia va descobrir que volia ser actor gràcies al seu germà gran, Victor, amb qui va compartir les primeres passes dins del món de l'actuació. "Jo demanava acompanyar el meu germà. Va ser llavors quan va despertar el meu interès per la interpretació i vaig demanar als meus pares que m'inscriguessin en un curs de teatre", va comentar.
L'any 2015 va obrir junt al seu amic Marcelo Duque un canal a YouTube, anomenat Sem Moderação (en català, Sense Moderació), no obstant va publicar només un vídeo, sense gaire èxit. Poc després, va entrar al món de la publicitat, on ha treballat per marques com Calvin Klein o Ralph Lauren. Aquell mateix any, va iniciar la seva carrera professional al teatre: va formar part de l'obra Cinderela, de l'autor José Wilker, junt amb l'actriu Anna Rita Cerqueira, que es va estrenar al Teatre Ipanema de la ciutat de Rio.
El 2016, va iniciar-se a la televisió brasilera. Va participar en tres dels cinc episodis de la segona temporada de la sèrie Segredos de Justiça, interpretant Tomaz Pachá, un dels tres fills adolescents d'una parella que s'acabava de separar.
El 2017, va tenir el seu primer paper destacat a la televisió, com a protagonista de la sèrie Juacas, que parla sobre el surf. André va interpretar a Rafael Santos Moreira de Alcántara e Bragança, conegut simplement com Rafa Smor, qui abandona el curs d'estiu incentivat pel seu pare, per a formar i liderar un equip de surf i fer realitat el seu somni. El ressò que tingué amb aquest personatge va permetre'l participar d'altres produccions aquell mateix any, actuant en sèries com Um contra todos (interpretant l'amic de Zévio en l'episodi titulat Pais e filhos), Detetives do prédio azul (en el paper de Bóris, al capítol Adéus Bóris) i Rock Story.
L'any 2018, André va participar en la pel·lícula Eu sou mais eu (estrenada el 2019). El film era protagonitzat per la youtuber Kéfera Buchmann, interpretant a Vitor, un estudiant.
L'any 2019 va protagonitzar la segona temporada de Juacas. Gràcies a aquest personatge, va ser nomenat al guardó Meus Prêmios Nick (la versió brasilera dels Nickelodeon Kids' Choice Awards), en la categoria Millor Artista Masculí de Televisió.
El dia 18 d'abril de 2019, André va participar, en nom de Disney Channel, de la campanya global del canal National Geographic coneguda com Nat Geo Run. Es va dur a terme a Buenos Aires, Argentina, i la seva missió fou conscienciar a l'audiència sobre l'impacte ambiental. L'actor no només va intervenir en aquesta iniciativa durant la presentació de l'esdeveniment, si no que també va participar de la cursa organitzada en l'àmbit de la campanya. La seva aparició a la Nat Geo Run va coincidir amb l'època en què estava enregistrant la segona temporada de la sèrie llatinoamericana Bia, també de Disney Channel, on va fer el paper de Luan.
L'any 2020, André va aparèixer al videoclip de la cançó Inolvidable. Es tracta de l'adaptació que na Giulia Be va fer en espanyol del seu single debut, Inesquecível. El 2022 va interpretar el paper d'Iván Carvalho en la cinquena temporada de la sèrie Élite.

## Filmografia

### Cinema
| Any  | País   | Títol          | Personatge |
| ---- | ------ | -------------- | ---------- |
| 2019 | Brasil | Eu sou mais eu | Vitor      |
| 2019 | Itàlia | Il traditore   | Felipe     |

### Televisió
| Any      | País      | Títol                    | Personatge    |
| -------- | --------- | ------------------------ | ------------- |
| 2017–19  | Brasil    | Juacas                   | Rafael Smor   |
| 2017     | Brasil    | Segredos de justiça      | Tomáz Pachá   |
| 2017     | Brasil    | Um contra todos          | Amic de Zévio |
| 2017     | Brasil    | Detetives do prédio azul | Bóris         |
| 2017     | Brasil    | Rock Story               |               |
| 2020–... | Argentina | Bia                      | Luan          |
| 2021     | Argentina | Bia: Un mundo al revés   | Luan          |
| 2022     | Espanya   | Élite                    | Iván Carvalho |

### Vídeos musicals
| Any  | Títol       | Artista   |
| ---- | ----------- | --------- |
| 2020 | Inolvidable | Giulia Be |